# Chlebov
Chlebov (německy Chlebow) je vesnice, část města Soběslav v okrese Tábor v Jihočeském kraji. Nachází se asi dva kilometry východně od Soběslavi. Je zde evidováno 63 adres. V roce 2011 zde trvale žilo 170 obyvatel.
Chlebov je také název katastrálního území o rozloze 2,41 km².

## Historie
První písemná zmínka o vesnici pochází z roku 1267.

## Obyvatelstvo
| Rok            | 1869 | 1880 | 1890 | 1900 | 1910 | 1921 | 1930 | 1950 | 1961 | 1970 | 1980 | 1991 | 2001 | 2011 | 2021 |
| -------------- | ---- | ---- | ---- | ---- | ---- | ---- | ---- | ---- | ---- | ---- | ---- | ---- | ---- | ---- | ---- |
| Počet obyvatel | 130  | 134  | 159  | 155  | 156  | 146  | 147  | 86   | 167  | 156  | 184  | 178  | 172  | 170  | 190  |
| Počet domů     | 22   | 24   | 24   | 24   | 23   | 23   | 25   | 25   | 39   | 41   | 45   | 52   | 51   | 58   | 64   |

## Obecní správa
Chlebov zprvu patřil pod tehdejší obec Kvasejovice. Od konce 19. století do roku 1963 byl samostatnou obcí. Od roku 1964 je částí města Soběslav.

## Pamětihodnosti
- štít usedlosti čp. 9